# Séisme du 2 février 1428 en Catalogne
Le séisme de 1428 en Catalogne est un séisme d'intensité VIII-IX sur l'échelle MSK et de magnitude 6,5 ayant eu lieu le 2 février 1428. Il est aussi connu sous le nom de séisme de la Chandeleur. C'est le séisme le plus fort de mémoire d'homme dans les Pyrénées 

## Histoire
Le 2 février 1428, un violent tremblement de terre secoue toute la Catalogne, ainsi que le Roussillon. Il a pour épicentre Camprodon, dans la province de Gérone. Ce séisme marque le paroxysme d'une crise sismique qui commence presque un an auparavant avec un premier évènement daté du 23 février 1427. Cette crise semble continuer tout au long de l'année (séismes aux mois de mars, avril, mai, juin et décembre). Certains séismes de cette séquence commencent déjà à provoquer des dommages, comme au monastère Sainte-Marie d'Amer. Quand survient le séisme de la Chandeleur, les édifices de la région sont déjà fatigués et c'est sans doute la raison pour laquelle, outre la violence de la secousse, les destructions ont été importantes. 
L'intensité maximale est de VIII-IX  sur l'échelle MSK. Les remparts de Prats de Mollo sont détruits. Le clocher de Arles-sur-Tech s'effondre. Le monastère de Fontclara à Banyuls-dels-Aspres est dévasté. Les dommages subis par l'abbaye Saint-Martin du Canigou marqueront le début de son déclin. La secousse est ressentie très loin. À Perpignan, les gens sont pris de panique et Barcelone subit aussi des dommages (intensité VI-VII), comme la destruction de la rosace de l'église gothique Sainte-Marie-de-la-Mer à Barcelone ou l'église de Sant Romà de Sau.
Les répliques durèrent plus d'un an. Ce séisme a fait sûrement plusieurs centaines de morts bien qu'un décompte précis ne soit pas disponible.
Ce tremblement de terre est le plus important séisme historique pour la région des Pyrénées et a un rôle de référence pour les études de risque sismique.